# Suriname International 2015
Die Suriname International 2015 im Badminton fanden vom 17. bis zum 21. November 2015 in Paramaribo statt.

## Sieger und Platzierte
| Disziplin    | Gold                              | Silber                             | Bronze                                          |
| ------------ | --------------------------------- | ---------------------------------- | ----------------------------------------------- |
| Herreneinzel | Osleni Guerrero                   | Howard Shu                         | Jan Fröhlich                                    |
| Herreneinzel | Osleni Guerrero                   | Howard Shu                         | Rosario Maddaloni                               |
| Dameneinzel  | Telma Santos                      | Lohaynny Vicente                   | Laura Sárosi                                    |
| Dameneinzel  | Telma Santos                      | Lohaynny Vicente                   | Fabiana Silva                                   |
| Herrendoppel | Job Castillo Lino Muñoz           | Giovanni Greco Rosario Maddaloni   | Nicholas Bonkowsky Alistair Espinoza            |
| Herrendoppel | Job Castillo Lino Muñoz           | Giovanni Greco Rosario Maddaloni   | Jan Fröhlich Matej Hliničan                     |
| Damendoppel  | Haramara Gaitan Sabrina Solis     | Ana Paula Campos Fabiana Silva     | Rugshaar Ishaak Santusha Ramzan                 |
| Damendoppel  | Haramara Gaitan Sabrina Solis     | Ana Paula Campos Fabiana Silva     | Daniela Macías Maria Delia Zambrano             |
| Mixed        | Jonathan Persson Ana Paula Campos | Dylan Darmohoetomo Jill Sjauw Mook | Jhonatan Wu Zheng Damaris Mercedes Ortiz Parada |
| Mixed        | Jonathan Persson Ana Paula Campos | Dylan Darmohoetomo Jill Sjauw Mook | Alex Tjong Lohaynny Vicente                     |

## Finalergebnisse
| Disziplin    | Sieger                              | Finalist                             | Ergebnis     |
| ------------ | ----------------------------------- | ------------------------------------ | ------------ |
| Herreneinzel | Osleni Guerrero                     | Howard Shu                           | 21:11, 21:16 |
| Dameneinzel  | Telma Santos                        | Lohaynny Vicente                     | kein Spiel   |
| Herrendoppel | Job Castillo / Lino Muñoz           | Giovanni Greco / Rosario Maddaloni   | kein Spiel   |
| Damendoppel  | Haramara Gaitan / Sabrina Solis     | Ana Paula Campos / Fabiana Silva     | kein Spiel   |
| Mixed        | Jonathan Persson / Ana Paula Campos | Dylan Darmohoetomo / Jill Sjauw Mook | 21:9, 21:15  |